# Loredana Calogero
Loredana Calogero (Catania, 17 marzo 1985) è un'ex calciatrice italiana, di ruolo difensore.

## Carriera
Nella stagione 2001-2002 giocò con il Gravina Calcio in Serie A. Ha disputato anche i successivi tre tornei di serie A2 con la compagine siciliana.